# شهرستان جانگسئونگ
شهرستان جانگسئونگ (به لاتین: Jangseong County) یک منطقهٔ مسکونی در کره جنوبی است که در جئولانام-دو واقع شده‌است. شهرستان جانگسئونگ ۵۱۸٫۶۵ کیلومتر مربع مساحت و ۵۵٬۹۸۶ نفر جمعیت دارد.